# Petunieae
Petunieae, tribus pomoćnica (Solanaceae) od 8 biljnih rodova. Tipični rod je Petunia sa 18 vrsta i suptropske i tropske Južne Amerike.

## Rodovi
1. Fabiana Ruiz & Pav. (16 spp.)
2. Calibrachoa Cerv. (28 spp.)
3. Petunia Juss. (17 spp.)
4. Brunfelsia L. (49 spp.)
5. Leptoglossis Benth. (6 spp.)
6. Nierembergia Ruiz & Pav. (21 spp.)
7. Hunzikeria D´Arcy (4 spp.)
8. Plowmania Hunz. & Subils (1 sp.)